# Kulá Kai Pomo
Kulá Kai Pomo (Keliopoma), najsjevernije pleme Pomo Indijanaca koje je graničilo s Coast Yuki (Ukhotno'm) i Kato Indijancima. Teritorij im se prostirao od Sherwooda do obale blizu Cleonea u Kaliforniji, gradu koji se nekada nazivao Kanuck, i koji je po njima preimenovan 1883.
Sami sebe nazivali su Keliopoma. Ostali nazivi: Shibalna Pomo.